# サラ・ジャクソン
サラ・ジャクソン（Sarah Jackson、旧姓 Yorke; 1803年7月16日 - 1887年8月23日）は、アメリカ合衆国大統領アンドリュー・ジャクソンの義理の娘である。彼女は1834年11月26日から1837年3月4日までホワイトハウスのホステスとアメリカ合衆国のファーストレディを務めた。

## 生涯

### 若い頃
サラは、1803年7月16日にペンシルベニア州フィラデルフィアの裕福な家庭に生まれた。彼女の父親ピーター・ヨークは、船長であり成功した商人だったが、1815年に亡くなった。彼女の母親メアリー・ヘインズ・ヨークもまた1820年にニューオーリンズへの旅行中に亡くなり、サラと2人の姉妹は孤児になった。彼女は、2人のおば、ジョージ・ファーカー夫人とモーデカイ・ウェザリル夫人に育てられた。

### 成人期
サラは、1831年11月24日にフィラデルフィアでアンドリュー・ジャクソンの養子のアンドリュー・ジャクソン・ジュニアと結婚した。ホワイトハウスでの長期のハネムーンの後に、新婚夫婦は、テネシー州にあるジャクソンのプランテーションであるザ・ハーミテージに向かった。夫婦は1834年に火災で母屋の多くが焼け落ちるまでザ・ハーミテージでプランテーションを経営していた。夫婦と2人の幼い子供はワシントンD.C.に向かい、ホワイトハウスでジャクソン大統領と暮らした。　
サラは1834年11月26日にホワイトハウスに到着した。彼女はすぐに大統領の姪のエミリー・ドネルソンとともにホワイトハウスで共同ホステスとして務め始めた。エミリーは大統領の任期が始まってから非公式のファーストレディを務めていた。大統領はサラをホワイトハウスのホステスではなく「ザ・ハーミテージのミストレス」と呼んだ。これは2人の女性との間で起こり得る嫌悪感を避けたものと思われる。この配置は幾分かぎこちなかったものの、比較的スムーズに機能したものと思われた。2人の女性が同時にホワイトハウスのホステスとして務めた、歴史上で唯一の事例である。エミリー・ドネルソンが1836年に結核にかかり亡くなった後に、サラはホワイトハウスのホステスの全ての職務を引き受けた。
サラは1837年にジャクソン大統領の任期が満了するまでホワイトハウスに滞在したが、再建を監督するために1度ザ・ハーミテージに向かったのを含めて数回ほど長期に渡り旅行した。1845年にジャクソン将軍が亡くなった後に、アンドリュー・ジャクソン・ジュニアがザ・ハーミテージを十分に経営し続けていなかったために、在職中に蓄積した負債が手に負えなくなった。これにより、1856年にザ・ハーミテージをテネシー州に売却することを余儀なくされた。最終的に、アンドリュー・ジャクソン・ジュニアは売却金でミシシッピ州ベイセントルイス付近のいくつかの不動産を購入して、1859年2月に引っ越す予定だった。アンドリュー・ジャクソン・ジュニアの悪い判断と天候に関連した災害により、長続きしない冒険的な計画だった。1860年秋までに、彼らはザ・ハーミテージに移り、州から借用することになった。その後の30年間、ジャクソン一家はその日暮らしになったという。サラは1865年に狩猟事故で夫を亡くし、南北戦争中のチカマウガの戦いで息子のサミュエルも亡くした。彼女は1887年にザ・ハーミテージで亡くなり、2年後にthe Ladies Hermitage Associationがテネシー州からザ・ハーミテージを買い戻して再建した。

### 死去
彼女は、1887年8月23日に、テネシー州ナッシュビルで亡くなった。